# 논공휴게소
논공휴게소(論工休憩所, Nongong Service Area)는 대구광역시 달성군 논공읍 삼리리에 위치한 광주대구고속도로의 광주방향 첫 고속도로 휴게소이자 대구방향 마지막 고속도로 휴게소이다. 양방향 모두 휴게소가 존재하며, 주소는 광주방향의 경우 대구광역시 달성군 논공읍 삼리리 471-23이고, 대구방향의 경우 대구광역시 달성군 논공읍 삼리리 538-2이다. 1992년 광주방항에만 정식 휴게소로 신설 개장하여 운영되었으나, 2006년 12월 4일 88올림픽고속도로 옥포 ~ 성산 구간 확장 개통으로 인해 대구방향 휴게소가 추가되어 양방향 모두 임시 휴게소로 재개장하였고, 이후 2016년 6월 4일 양방향 모두 정식 휴게소로 재개장하였다. 이후 같은 해 11월 25일 대구방향 휴게소가 국도 제5호선, 국도 제26호선 비슬로와 연계하는 국도 개방형 고속도로 휴게소로 전환되었으며 현재 국도 제5호선, 국도 제26호선 비슬로 이용 차량도 대구방향 논공휴게소를 이용할 수 있으나, 광주대구고속도로 대구방향으로는 진입할 수 없으며, 광주대구고속도로 대구방향 이용 차량 역시 국도 제5호선, 국도 제26호선 비슬로로 진입할 수 없다.

## 시설
- 브랜드매장 : 드롭탑, 카페 그랑, 달성군 관광·농수산물 홍보관
- 정유소 : 알뜰주유소
- LPG 충전소 : E1
- 경정비소 : 없음
- 화물휴게소 : 없음

## 전후
광주 방향
- 고령 분기점 ← 논공휴게소 ← 옥포 분기점
- 거창韓휴게소 ← 논공휴게소 ← 고속도로 종점

대구 방향
- 고령 분기점 → 논공휴게소 → 옥포 분기점
- 거창韓휴게소 → 논공휴게소 → 고속도로 종점

## 같이 보기
- 국도 제5호선
- 국도 제26호선
- 비슬로